# Nuasjärvi

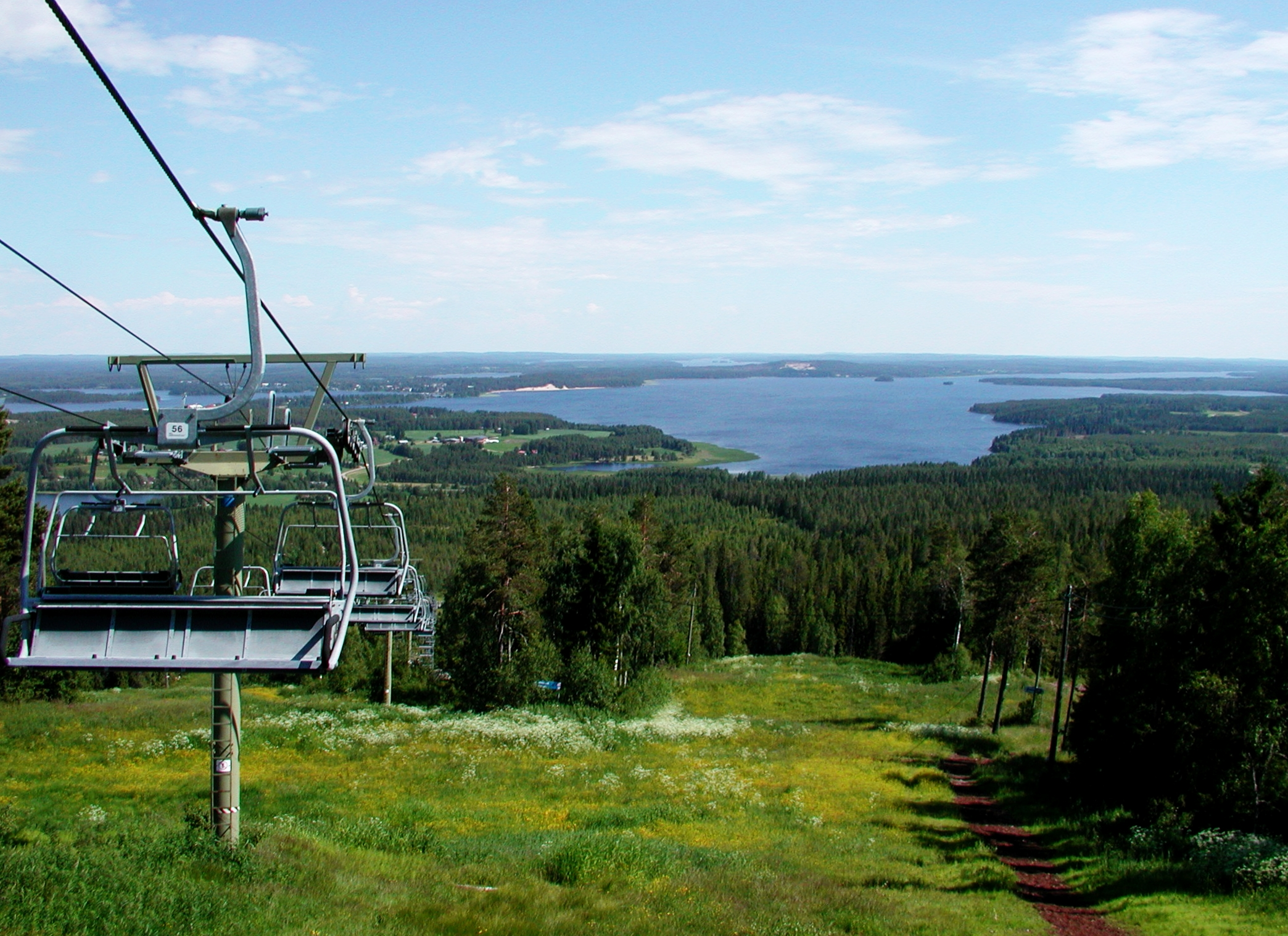
Het Nuasjärvi-meer

Nuasjärvi is een meer in Finland, regio Kainuu, met een oppervlakte van 67 km².